# Nelson Bunker Hunt
Pour les articles homonymes, voir Hunt.
Nelson Bunker Hunt, né à El Dorado (Arkansas) le 22 février 1926 et mort à Dallas (Texas) le 21 octobre 2014, est dirigeant d'une entreprise pétrolière américaine. Il est plus connu comme « le milliardaire dont la fortune s'est effondrée après avoir tenté avec son frère de cornériser le marché de l'argent ».

## Personnel
Hunt est né à El Dorado, en Arkansas. Il est le fils de Lyda Bunker et du magnat du pétrole Haroldson Lafayette Hunt Jr, et le frère de Lamar Hunt, fondateur de l'American Football League et des Chiefs de Kansas City.

## Carrière en tant qu'homme d'affaires
Nelson Bunker Hunt a joué un rôle très important dans la découverte et l'exploitation des champs de pétrole en Libye, qui ont plus tard été nationalisés par Muammar al-Gaddafi.
Il est possesseur de Titan Resources International Corporation (Dallas, Texas), compagnie spécialisée dans la recherche de pétrole au nord de l'Afrique.
Il est de plus le président de Hunt Exploration and Mining Company (HEMCO)

## Jeudi de l'argent
À partir du début des années 1970, Hunt et son frère William Herbert Hunt ont commencé à accumuler de grandes quantités d'argent. En 1979, ils avaient presque cornérisé le marché général de l'argent,. Dans les neuf derniers mois de 1979, les frères ont gagné une somme estimée entre deux et quatre milliards de dollars, grâce à une quantité d'argent possédée avoisinant les 100 millions d'onces (3 000 tonnes).
Pendant que les frères Hunt accumulaient le métal qui allait devenir précieux, les prix des contrats à terme et des lingots d'argent, entre 1979 et 1980 sont passés de 11 $ à 50 $ par once, en janvier 1980. Les prix de l'argent sont retournés à leur cours "normal" deux mois plus tard. Le jour où le cours de l'argent a le plus chuté a été nommé le Jeudi de l'argent (Silver Thursday).
En septembre 1988, Hunt a déposé le bilan pour faillite selon le chapitre 11 de la loi sur les faillites des États-Unis, en grande partie en raison des poursuites judiciaires intentées contre sa spéculation sur l'argent.
En 1989, une décision de la Commodity Futures Trading Commission des États-Unis condamne Hunt à une amende de 10 millions de dollars, et lui interdit la négociation de produits de base, à la suite de sa tentative de domination du marché de l'argent. De plus, il a dû régler plusieurs millions de dollars au fisc américain.

## Vie politique
Bunk, en plus d'être membre du conseil de la John Birch Society, adhère au parti républicain, et est très actif dans certaines des causes conservatrices.
Il était l'un des sponsors principaux de l'organisation conservatrice Western Goals Foundation fondée en 1979 par le général John K. Singlaub, le journaliste John Rees, et Larry McDonald.
Au milieu des années 1980, Hunt a donné un demi-million de dollars à la Fondation nationale pour la préservation de la liberté (The National Endowment for the Preservation of Liberty),, une organisation conservatrice qui sera plus tard impliquée dans l'affaire Iran-Contra.
Il a aussi émis une garantie de prêt d'une valeur de 3,5 millions de dollars pour le film Jésus.

## Courses de chevaux
Des années 60 aux années 80, Nelson Bunker Hunt fut un grand propriétaire-éleveur de chevaux de courses. Son élevage et son écurie comptèrent parmi les plus performantes du monde. Il éleva ou acquit des champions tels que Vaguely Noble, Dahlia, Exceller, Empery, Youth ou Trillion, qui lui permirent de gagner les plus grandes courses américaines et européennes. À la suite de sa banqueroute, la dispersion de ses effectifs fut réalisée en 1988, quand il se sépara de 580 chevaux pour un montant d'environ 47 millions de dollars. Hunt revint aux courses en 1999 en achetant 51 poulains pour plus de deux millions de dollars.
Il vivait à Dallas, au Texas.